# 2019-es magyar tekebajnokság
A 2019-es magyar tekebajnokság a nyolcvanegyedik magyar bajnokság volt. A férfiak bajnokságát május 4. és 5. között rendezték meg Kazincbarcikán, a BorsodChem pályáján, a nőkét június 1. és 2. között Pétfürdőn, a Péti MTE pályáján.

## Eredmények
| Versenyszám            | Arany                                  | Arany | Ezüst                               | Ezüst | Bronz                                                            | Bronz |
| ---------------------- | -------------------------------------- | ----- | ----------------------------------- | ----- | ---------------------------------------------------------------- | ----- |
| Férfi egyéni           | Kakuk Levente Répcelaki SE             | 655   | Brancsek János Szegedi TE           | 635   | Kovács Gábor Ferencvárosi TC                                     | 627   |
| Férfi sprint           | Brancsek János Szegedi TE              |       | Karsai László Szegedi TE            |       | Hűvös Zsolt Ceglédi VSEKakuk Levente Répcelaki SE                |       |
| Férfi összetett egyéni | Kakuk Levente Répcelaki SE             | 861   | Brancsek János Szegedi TE           | 854   | Kiss Norbert Szegedi TE                                          | 832   |
| Női egyéni             | Sáfrány Anita Electromureș Târgu Mureș | 594   | Sass Edit Győri Lenszövő            | 590   | Airizer Emese Zalaegerszegi TE-ZÁÉV                              | 575   |
| Női sprint             | Simon Petra Rákoshegyi VSE             |       | Tóth Katalin Rákoshegyi VSE         |       | Hegedűs Anita Zalaegerszegi TE-ZÁÉVHári Boglárka Ferencvárosi TC |       |
| Női összetett egyéni   | Sáfrány Anita Electromureș Târgu Mureș | 794   | Airizer Emese Zalaegerszegi TE-ZÁÉV | 783   | Méhész Anita Electromureș Târgu Mureș                            | 780   |